# جوزيف بريغز
جوزيف بريغز (4 يونيو 1860 - 1 ديسمبر 1902) (بالإنجليزية: Joseph Briggs)‏ هو لاعب كريكت بريطاني.